# نيا إيونيا (ماغنيسيا)
نيا إيونيا: (باليونانية: Νέα Ιωνία)، (بالإنجليزية:Nea Ionia)، مدينة يونانية ومركز لبلدية تقع في وسط البلاد ضمن مقاطعة ماغنيسيا التي تتبع إدارياً لإقليم ثيساليا الإداري.

## الموقع والسكان
تقع المدينة إلى الشمال الغربي من فولوس، وتتصل معها بشكل مباشر ولا يفصل بين البلديتين سوى مجرى نهر كرافسيذوناس (Krafsidonas) الصغير.
بلغ عدد سكان المدينة حوالي (32) ألف نسمة (إحصاء 2001) وبالتالي تكون ثاني أكبر مدينة في ماغنيسيا.

## التسمية والتاريخ
يعني اسم المدينة في اللغة اليونانية إيونيا الجديدة نسبة إلى منطقة إيونيا (Ionia) التاريخية والتي تقع حالياً في غرب تركيا والتي هُجر سكانها عام 1922 م. بعد الحرب اليونانية-التركية (1919-1922)، وقدم جزء منهم كلاجئين إلى فولوس. هذه التسميات انتشرت في كل اليونان فأطلقت العديد من الأسماء على الأماكن الجديدة التي سكنها اللاجئون تيمناً بمدنهم ومقاطعاتهم الأصلية، ومنها أيضاً ضاحية نيا إيونيا الـأثينية.
قبل عام 1922 كانت المنطقة التي تقع عليها المدينة عبارة عن مزارع خارج حدود مدينة فولوس، وكانت تسمى وقتها كسيروكامبو (Xirokampo) ولكنه مع قدوم اللاجئين ظهرت مستوطنة نمت تدريجياً، حتى أخذت عام 1947 اسمها الحالي.

## متفرقات
- تعتبر المدينة أكبر ضاحية من ضواحي فولوس.
- إن المدينة هي مقر نادي نيكي فولو أحد أشهر أندية فولوس إذ يوجد بها ملعب بانثيساليكو (Panthessailko) والذي يتسع لـ 25 ألف متفرج.

## وصلات خارجية
- موقع المدينة الرسمي